# Station Middlewood
Middlewood is een spoorwegstation van National Rail in Stockport in Engeland. Het station is eigendom van Network Rail en wordt beheerd door Northern Rail. Het station is niet aan enige weg gelegen, en is slechts per fiets of te voet bereikbaar.